# Eurico Gomes
Eurico Monteiro Gomes (* 29. September 1955 in Santa Marta de Penaguião) ist ein ehemaliger portugiesischer Fußballspieler.

## Karriere
Gomes begann seine Karriere 1977 bei Benfica Lissabon. Bei Benfica konnte er seinen ersten portugiesischen Meistertitel feiern, welchen er 1977 gewann. Diesen Erfolg wiederholte er 1979. In diesem Jahr wechselte er auch zum Stadtrivalen Sporting Lissabon, wo er wiederum zweimal portugiesischer Meister wurde. Er konnte außerdem einmal den portugiesischen Pokal und einmal den portugiesischen Supercup erringen.
1982 wechselte er zum dritten portugiesischen Großklub, zum FC Porto. Dort erreichte er seine größten Erfolge. Er gewann wiederum zweimal den portugiesischen Titel und einen portugiesischen Pokal, er vermochte des Weiteren zweimal den portugiesischen Supercup erringen. In Porto gewann er auch den Weltpokal, Europäischen Supercup, Europapokal der Landesmeister im Jahr 1987. Im Finale gegen den FC Bayern München wurde er nicht eingesetzt. In seiner Zeit in Porto fiel auch die Einberufung zur Europameisterschaft 1984 in Frankreich, wo Portugal im Halbfinale ausschied. Gomes spielte viermal und bekam zwei Gelbe Karten.
Von 1987 bis 1989 spielte er noch bei Vitória Setúbal, ehe er seine Karriere beendete.

## Erfolge
- Europapokal der Landesmeister: 1987
- Weltpokal: 1987
- UEFA Super Cup: 1987
- Portugiesischer Meister (6): 1976/77, 1978/79, 1979/80, 1981/82, 1984/85, 1985/86
- Portugiesischer Pokalsieger (2): 1982, 1984
- Portugiesischer Supercupsieger (4): 1982, 1983, 1984, 1986